# Benoît Magimel
Pour les articles homonymes, voir Magimel.
Benoît Magimel, né le 11 mai 1974 à Paris, est un acteur français.
Révélé à l'âge de treize ans dans le film La vie est un long fleuve tranquille (1988), il a notamment travaillé à plusieurs reprises sous la direction des réalisateurs Florent-Emilio Siri (quatre films et une série), Claude Chabrol (trois films), Emmanuelle Bercot (trois films), Olivier Dahan (deux films) et Nicole Garcia (deux films).
Son jeu d'acteur lui a valu plusieurs distinctions, dont le prix d'interprétation masculine du Festival de Cannes en 2001 pour La Pianiste, le César du meilleur acteur dans un second rôle en 2016 pour La Tête haute avant d'obtenir deux César du meilleur acteur consécutifs, en 2022 pour De son vivant et en 2023 pour Pacifiction : Tourment sur les Îles.

## Biographie

### Jeunesse et débuts précoces
Benoît Magimel est né dans le 14e arrondissement de Paris d'une mère infirmière et d'un père employé de banque. Il est d'ascendance française par trois de ses grands-parents, et son grand-père maternel aurait des origines juives hongroises. Il a un frère, Arnaud, et une sœur, Bénédicte.
À l'âge de 9 ans, il est repéré par Bixente Studio, société de production cinématographique, pour jouer dans le moyen métrage Guksy le clown. Il incarne le héros, un jeune garçon cynique et désabusé. Ce rôle marque ses premiers pas dans l'industrie audiovisuelle.
À l'âge de 13 ans, il décroche son premier rôle au cinéma dans la comédie d'Étienne Chatiliez, La vie est un long fleuve tranquille où il incarne « Momo » Groseille.
À 16 ans, alors en classe de première, il décide d'arrêter sa scolarité pour devenir comédien.

### Révélation critique (années 1990)

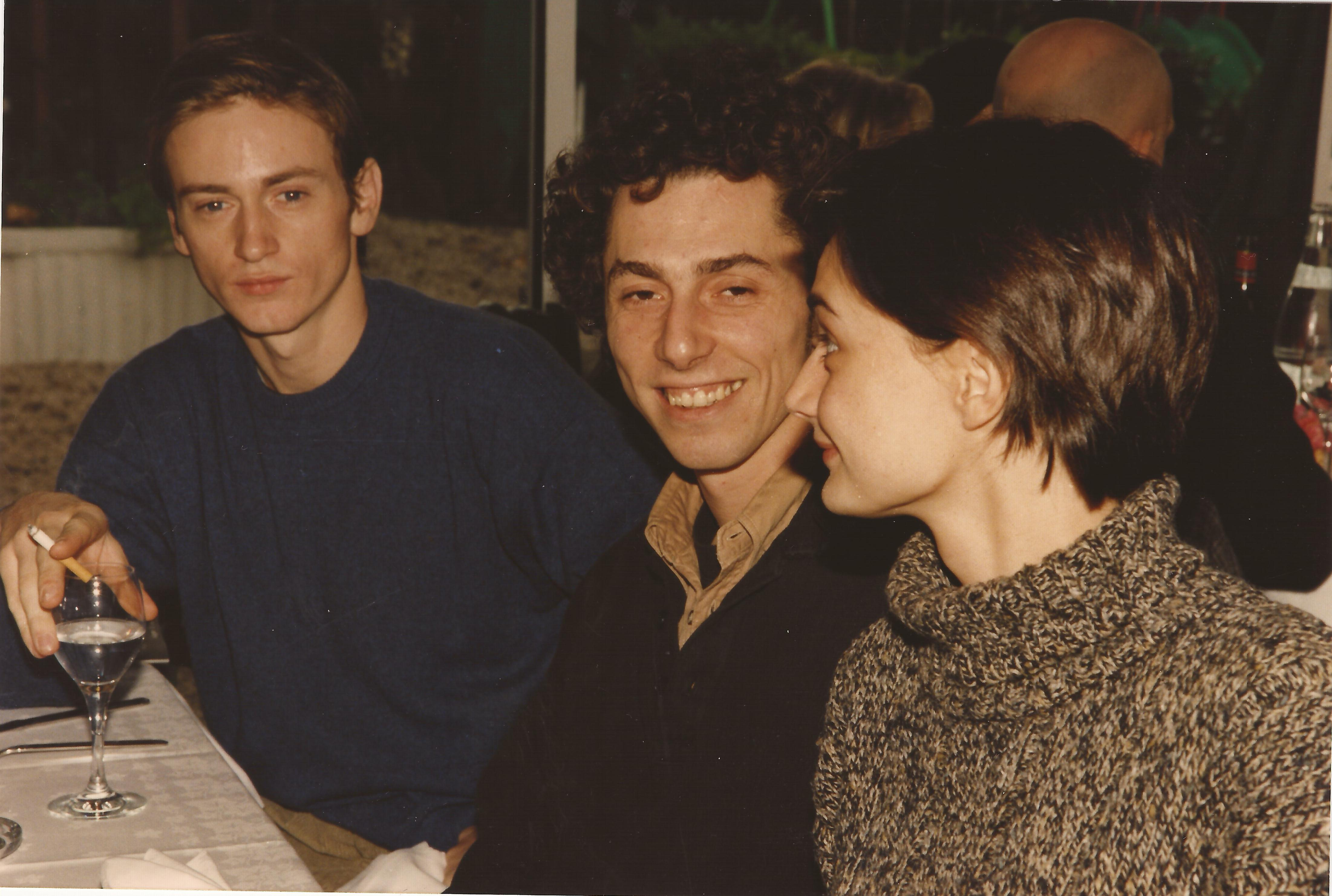
L'acteur (à gauche) avec le réalisateur Simon Lelouch (au centre) au Festival des Passions pour le court-métrage d'Aubagne, au début des années 1990.

Dès son deuxième film, son nom figure en haut de l'affiche : en 1989, il joue dans la comédie Papa est parti, maman aussi, de Christine Lipinska, aux côtés de Sophie Aubry et Jérôme Kircher.
Il parcourt la décennie en multipliant les rôles, à la télévision comme au cinéma, grandissant devant la caméra, souvent sous la direction de grands cinéastes.
L'année 1995 le voit évoluer dans deux productions remarquées : il partage l'affiche du film d'auteur La Fille seule, de Benoît Jacquot, avec Virginie Ledoyen et fait une courte apparition remarquée dans un futur film culte, La Haine, de Mathieu Kassovitz.
En 1996, il joue avec Catherine Deneuve, Daniel Auteuil et Laurence Côte dans Les Voleurs, d'André Téchiné, qui lui vaut une nomination au César du meilleur espoir masculin 1997.
Il accède alors à des premiers rôles, souvent dans un registre âpre et violent : en 1998, il partage l'affiche du thriller Déjà mort, d'Olivier Dahan, avec Romain Duris et Zoé Félix ; il joue aussi dans le drame Une minute de silence, réalisé par Florent-Emilio Siri, qui va devenir l'un de ses réalisateurs fétiches.
L'année suivante, il partage l'affiche du drame historique Les Enfants du siècle avec Juliette Binoche. Sous la direction de Diane Kurys, il y incarne Alfred de Musset.
Il conclut la décennie avec le drame Selon Matthieu, réalisé par Xavier Beauvois, où il incarne l'amant de Claire, jouée par Nathalie Baye. Par ailleurs, il surprend en incarnant Louis XIV dans le drame musical Le roi danse, réalisé par Gérard Corbiau.
La décennie suivante lui permet d'enchaîner des films de plus en plus remarqués.

### Confirmation dramatique (années 2000)

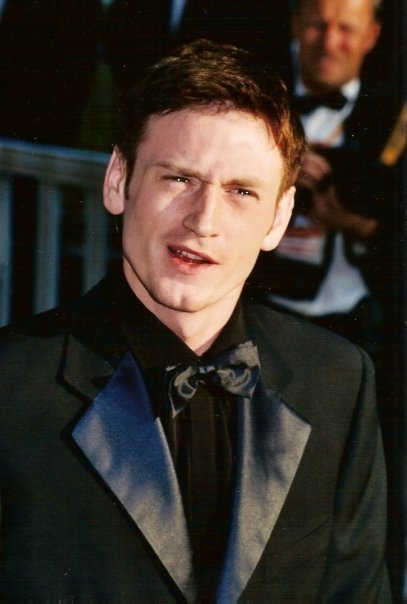
Benoît Magimel au festival de Cannes 2001, pour la présentation de La Pianiste.

En 2001 on le voit jouer l'amant de l'héroïne, interprétée par Isabelle Huppert, du drame applaudi La Pianiste, réalisé par Michael Haneke. Il obtient le prix d'interprétation masculine du Festival de Cannes en 2001 pour sa performance. Puis en 2002, il retrouve Florent-Emilio Siri pour le remarqué film d'action Nid de guêpes.
En 2003, il partage l'affiche du drame Errance avec Laetitia Casta. Puis il donne la réplique à Jacques Villeret et André Dussollier pour le drame historique Effroyables Jardins, de Jean Becker. enfin, il retrouve Nathalie Baye et Claude Chabrol pour le drame La Fleur du mal.
Il poursuit sur cette lancée en 2004 avec le thriller Les Rivières pourpres 2 : Les Anges de l'apocalypse, réalisé par Olivier Dahan, et où il a pour partenaire Jean Reno, puis en étant opposé par Claude Chabrol cette fois à Laura Smet pour le drame La Demoiselle d'honneur.
Il enchaîne en 2005 avec le thriller Trouble, avec Natacha Régnier, puis en partageant l'affiche de la superproduction Les Chevaliers du ciel avec Clovis Cornillac.
Cette même année, dans le cadre d'un projet de film sur la vie de Jacques Mesrine porté par Barbet Schroeder, il est pressenti pour endosser le rôle du gangster à l'écran après le désistement de Vincent Cassel. Mais Benoît Magimel refuse le rôle, expliquant ne pas se sentir assez mûr et ressemblant pour interpréter Jacques Mesrine auquel il attribue « un physique incontournable, […] une force de la nature »,.
L'année suivante, il fait partie de la distribution chorale du drame Selon Charlie, de Nicole Garcia, puis incarne le héros du film d'action à petit budget Fair Play, réalisé par Lionel Bailliu.
L'année 2007 est marquée par la sortie de quatre longs-métrages : en janvier, il mène le polar Truands, de Frédéric Schoendoerffer ; en août, il donne la réplique à Ludivine Sagnier pour La Fille coupée en deux, de Claude Chabrol ; en octobre, il retrouve Florent-Emilio Siri pour le drame historique L'Ennemi intime ; et décembre, il joue dans le drame 24 mesures, de Jalil Lespert.
En 2008, le romancier Michel Houellebecq le dirige dans l'adaptation cinématographique de l'un de ses best-sellers, La Possibilité d'une île. Puis Barbet Schroeder l'amène au Japon pour le thriller Inju : la Bête dans l'ombre, tiré du roman d'Edogawa Ranpo.
Il conclut la décennie avec quatre travaux : il partage l'affiche du thriller Sans laisser de traces avec François-Xavier Demaison et tient le rôle-titre du thriller L'Avocat, de Cédric Anger. Mais surtout, il revient enfin à la comédie avec deux films : il partage l'affiche de Mon pote, de Marc Esposito, avec Édouard Baer, mais surtout Guillaume Canet l'intègre à la bande d'acteurs de sa comédie dramatique à succès populaire, Les Petits Mouchoirs.

### Consécration (années 2010)
En 2010, il est la voix de la poupée Ken dans le film Pixar de Toy Story 3.
En 2011, il est secondé par Diane Kruger pour le thriller géopolitique Forces spéciales, puis retrouve Jalil Lespert pour le drame intimiste Des vents contraires, qui l'oppose à Isabelle Carré. Enfin, il prête sa voix au jeu vidéo Call of Duty: Modern Warfare 3.

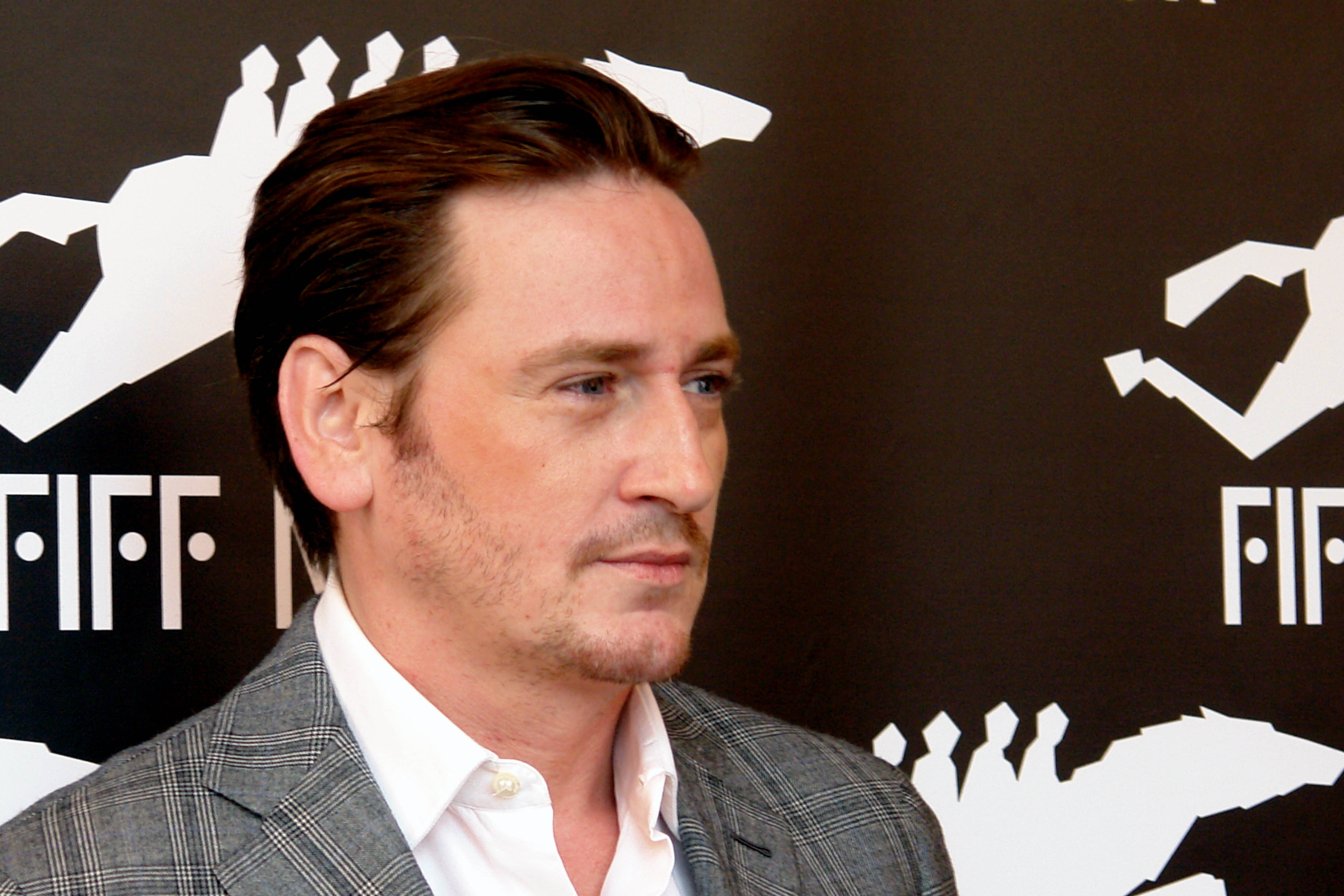
Benoit Magimel au festival international du film francophone de Namur 2012, dont il est l'invité pour une rétrospective sur sa carrière.

L'année 2012 le voit collaborer une nouvelle fois avec Florent-Emilio Siri pour le biopic Cloclo, où il incarne le producteur Paul Lederman. Une prestation saluée par une nomination au César du meilleur acteur dans un second rôle en 2013. L'année suivante, Diane Kurys l'oppose à Mélanie Thierry pour la romance Pour une femme. Puis en 2014, il joue dans le thriller La French, porté par Jean Dujardin.
L'année 2015 le voit défendre deux films : la comédie dramatique On voulait tout casser, où il côtoie Kad Merad et Charles Berling, mais surtout le drame La Tête haute, d'Emmanuelle Bercot. Sa performance d'éducateur spécialisé est saluée par le César du meilleur acteur dans un second rôle 2016.
Il retrouve aussitôt la cinéaste pour le drame La Fille de Brest, porté par Sidse Babett Knudsen. Puis c'est Frédéric Schoendoerffer qui le dirige de nouveau pour le thriller d'action Le Convoi. Mais surtout, l'acteur incarne le héros de la nouvelle série Marseille, développée par Florent-Emilio Siri pour Netflix. L'acteur y côtoie Gérard Depardieu et Géraldine Pailhas.
Il se fait alors plus rare au cinéma : en 2017, il tient un second rôle dans le drame La Douleur, porté par Mélanie Thierry, puis incarne le protagoniste du polar Carbone, qui marque sa première collaboration avec Olivier Marchal.
Puis en 2019, il retrouve la bande des Petits Mouchoirs pour la suite Nous finirons ensemble, toujours réalisée par Guillaume Canet. Mais la série Marseille ne connaîtra pas de troisième saison, à la suite de trop mauvaises critiques.
En 2022, il reçoit le prix Lumière du meilleur acteur ainsi que le César du meilleur acteur pour De son vivant, d'Emmanuelle Bercot dans lequel il incarne un homme atteint d'une maladie incurable,.
En 2023, il remporte à nouveau le prix Lumière et le César du meilleur acteur pour son rôle d'agent de l'État français aux méthodes opaques sur une île polynésienne dans Pacifiction : Tourment sur les Îles du réalisateur catalan Albert Serra (film présenté en compétition au Festival de Cannes 2022 et récompensé du Prix Louis-Delluc).
Il devient le premier comédien de l'histoire de la Cérémonie (hommes et femmes réunis) à obtenir le César du meilleur premier rôle deux années de suite.

### Vie privée

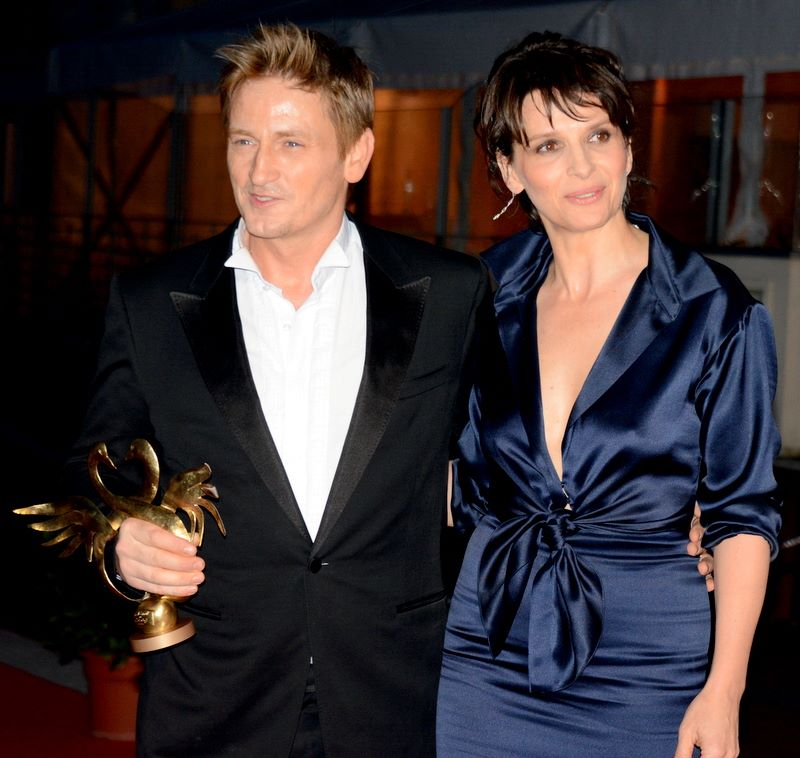
L'acteur avec son ex-compagne Juliette Binoche au festival du film de Cabourg 2015.

Benoit Magimel a une fille, Hana, née le 16 décembre 1999, qu’il a eue avec l'actrice Juliette Binoche, rencontrée sur le tournage des Enfants du siècle — ils se sont séparés en 2003. Il a une autre fille avec l'actrice Nikita Lespinasse, Djinina, née le 19 octobre 2011. En février 2016, il est aperçu durant la cérémonie des César avec sa nouvelle compagne, Margot Pelletier, qu'il épouse le 10 novembre 2018.

### Décorations
- Officier de l'ordre des Arts et des Lettres (2013)[10] ; chevalier (2006)[11]

## Affaires judiciaires
Le vendredi 11 mars 2016, il est placé en garde à vue après avoir renversé une femme de soixante-deux ans à Paris, sur le boulevard Exelmans alors qu'il conduit, sans permis, une voiture de location. Il est accusé de « délit de fuite », « blessures involontaires » et « conduite malgré annulation du permis de conduire ». Des traces de cocaïne sont trouvées dans les analyses faites sur l'acteur,. La sexagénaire, blessée aux jambes, est hospitalisée. En juin 2017, il est condamné en appel à 5 000 € d'amende pour avoir renversé la piétonne et 1 200 € d’amende pour conduite sous stupéfiants,.
Le 18 septembre 2017, il est de nouveau interpellé dans Paris à bord de sa voiture et en compagnie d'un autre homme alors qu'il conduit à contre-sens dans une rue à sens unique. Des pochons de poudre blanche contenant de l'héroïne sont retrouvés sur lui bien qu'il soit contrôlé négatif au test salivaire. Il est alors condamné à trois mois de prison avec sursis et obligations de soin pour possession de stupéfiants.

## Filmographie

### Cinéma
- 1988 : La vie est un long fleuve tranquille d'Étienne Chatiliez : Momo Groseille
- 1989 : Papa est parti, maman aussi de Christine Lipinska : Jérôme
- 1992 : Les Années campagne de Philippe Leriche : Jules
- 1992 : Toutes peines confondues de Michel Deville : Thomas
- 1993 : Le Cahier volé de Christine Lipinska : Maurice
- 1994 : La Colline aux mille enfants  de Jean-Louis Lorenzi : René
- 1995 : La Fille seule de Benoît Jacquot : Rémi
- 1995 : La Haine de Mathieu Kassovitz : Benoît
- 1996 : Les Voleurs d'André Téchiné : Jimmy Fontana
- 1996 : Quinze sans billets de Samuel Tasinaje (court-métrage)
- 1997 : Papa de Laurent Merlin (court-métrage) : Marc
- 1997 : La Première fois de Lionel Kaplan (Lionel Abeillon) (court-métrage) : Ludo
- 1998 : Déjà mort d'Olivier Dahan : David
- 1998 : Warning de Nicolas Klein (court-métrage) : Sébastien
- 1998 : Une minute de silence de Florent-Emilio Siri : Marek
- 1999 : Elle et lui au 14e étage de Sophie Blondy : Firmin
- 1999 : Le Saut de l'ange de Camille Guichard (court-métrage)
- 1999 : Les Enfants du siècle de Diane Kurys : Alfred de Musset
- 2000 : Le roi danse de Gérard Corbiau : Louis XIV
- 2000 : Selon Matthieu de Xavier Beauvois : Matthieu Debris
- 2001 : La Pianiste de Michael Haneke : Walter Klemmer
- 2001 : Lisa de Pierre Grimblat : Sam
- 2002 : Nid de guêpes de Florent-Emilio Siri : Santino
- 2003 : Errance de Damien Odoul : Jacques
- 2003 : Effroyables Jardins de Jean Becker : Emile Bailleul
- 2003 : La Fleur du mal de Claude Chabrol : François Vasseur
- 2004 : Les Rivières pourpres 2 : Les Anges de l'apocalypse d’Olivier Dahan : Reda
- 2004 : La Demoiselle d'honneur de Claude Chabrol : Philippe Tardieu
- 2005 : Trouble de Harry Cleven : Matyas / Thomas
- 2005 : Les Chevaliers du ciel de Gérard Pirès : Capitaine Antoine « Walk'n » Marchelli
- 2006 : Selon Charlie de Nicole Garcia : Pierre
- 2006 : Fair Play de Lionel Bailliu : Jean-Claude
- 2007 : Truands de Frédéric Schoendoerffer : Franck
- 2007 : La Fille coupée en deux de Claude Chabrol : Paul André Claude Gaudens
- 2007 : 24 Mesures de Jalil Lespert : Didier
- 2007 : L'Ennemi intime de Florent-Emilio Siri : Lieutenant Terrien
- 2008 : La Possibilité d'une île de Michel Houellebecq : Daniel
- 2008 : Seuls Two d’Éric Judor et Ramzy Bedia : le commissaire
- 2008 : Inju : la Bête dans l'ombre de Barbet Schroeder : Alex Fayard
- 2010 : Sans laisser de traces de Grégoire Vigneron : Étienne Meunier
- 2010 : Les Petits Mouchoirs de Guillaume Canet : Vincent Ribaud
- 2010 : Mon pote de Marc Esposito: Bruno Duchêne
- 2011 : L'Avocat de Cédric Anger : Léo Demarsan
- 2011 : Forces spéciales de Stéphane Rybojad : Tic-Tac
- 2011 : Des vents contraires de Jalil Lespert : Paul Anderen
- 2012 : Cloclo de Florent-Emilio Siri : Paul Lederman
- 2013 : Pour une femme de Diane Kurys : Michel
- 2014 : La French de Cédric Jimenez : « Le Fou »
- 2015 : La Tête haute d'Emmanuelle Bercot : Yann
- 2015 : On voulait tout casser de Philippe Guillard : Gérôme
- 2015 : Le Convoi de Frédéric Schoendoerffer : Alex
- 2016 : La Fille de Brest d'Emmanuelle Bercot : Antoine Le Bihan
- 2017 : Money de Gela Babluani : Vincent
- 2017 : Carbone d'Olivier Marchal : Antoine Roca
- 2018 : La Douleur d'Emmanuel Finkiel : Pierre Rabier
- 2019 : Nous finirons ensemble de Guillaume Canet : Vincent
- 2019 : Lola vers la mer de Laurent Micheli : Philippe
- 2019 : Une fille facile de Rebecca Zlotowski : Philippe
- 2020 : Amants de Nicole Garcia : Léo
- 2021 : De son vivant d'Emmanuelle Bercot : Benjamin
- 2021 : Dune Dreams de Samuel Doux : Simon
- 2022 : Incroyable mais vrai de Quentin Dupieux : Gérard
- 2022 : Revoir Paris d'Alice Winocour : Thomas
- 2022 : Jack Mimoun et les Secrets de Val Verde de Malik Bentalha et Ludovic Colbeau-Justin : Jonas Anatoli
- 2022 : Pacifiction : Tourment sur les Îles d'Albert Serra : de Roller
- 2022 : Le Marchand de sable de Steve Achiepo : Yvan
- 2023 : La Passion de Dodin Bouffant de Trần Anh Hùng : Dodin
- 2023 : Omar la fraise d'Elias Belkeddar : Roger Lhermitte
- 2023 : Rosalie de Stéphanie Di Giusto : Abel
- 2024 : Ni chaînes ni maîtres de Simon Moutaïrou : Eugène Larcenet
- 2026 : De Gaulle d'Antonin Baudry

### Télévision
- 1989 : Pause-café pause-tendresse (série télévisée), épisode Les Verres cassés
- 1990 : Les Enfants de Lascaux de Maurice Bunio
- 1991 : Les Ritals de Marcel Bluwal
- 1991 : Le Lyonnais (série télévisée), épisode Régis l'éventreur
- 1993 : Le Voyant (série télévisée), épisode Pleine Lune
- 1993 : L'Instit (série télévisée), épisode Les Chiens et les Loups de François Luciani) : Félix
- 1994 : Jalna de Philippe Monnier
- 1994 : La Colline aux mille enfants de Jean-Louis Lorenzi
- 1994 : L'Incruste d'Émilie Deleuze
- 1996 : Long Cours d'Alain Tasma
- 2008 : Résolution 819 de Giacomo Battiato
- 2016-2018 : Marseille (série télévisée) de Florent-Emilio Siri : Lucas Barrès - 2 saisons

### Doublage

#### Cinéma
- Ben Foster dans :
  - Otage (2005) : Mars Krupcheck
  - Alpha Dog (2007) : Jake Mazursky
- 2010 : Toy Story 3 (film d'animation) : Ken

#### Jeu vidéo
- 2011 : Call of Duty: Modern Warfare 3 : Yuri

## Distinctions

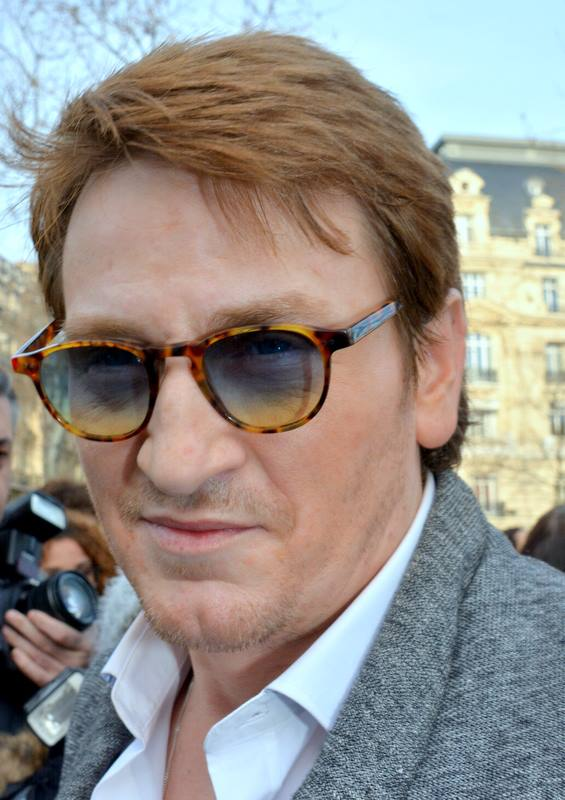
Benoît Magimel au déjeuner des nommés des César 2016.

### Récompenses
- Prix Michel-Simon 1997 pour Les Voleurs
- Festival de Cannes 2001 : Prix d'interprétation masculine pour La Pianiste[18]
- Festival du film d'aventures de Valenciennes 2002 : Prix Rémy-Julienne
- Festival du film de Cabourg 2015 : Swann d'or du meilleur acteur au pour La Tête haute
- César 2016 : meilleur acteur dans un second rôle pour La Tête haute[18]
- Lumières 2022 : meilleur acteur pour De son vivant
- César 2022 : meilleur acteur pour De son vivant
- Lumières 2023 : meilleur acteur  pour Pacifiction : Tourment sur les Îles
- César 2023 : meilleur acteur pour Pacifiction : Tourment sur les Îles

### Nominations
- César 1997 : meilleur espoir masculin pour Les Voleurs
- Lumières 2008 : meilleur acteur pour La Fille coupée en deux
- César 2013 : meilleur acteur dans un second rôle pour Cloclo